# Bisbat d'Ascoli Piceno
El bisbat d'Ascoli Piceno (italià: Diocesi di Ascoli Piceno; llatí: Dioecesis Asculana in Piceno) és una seu de l'Església catòlica, sufragània de l'arquebisbat de Fermo, que pertany a la regió eclesiàstica Marques. El 2012 tenia 106.512 batejats d'un total de 107.503 habitants. Actualment està regida pel bisbe Gianpiero Palmieri.

## Territori

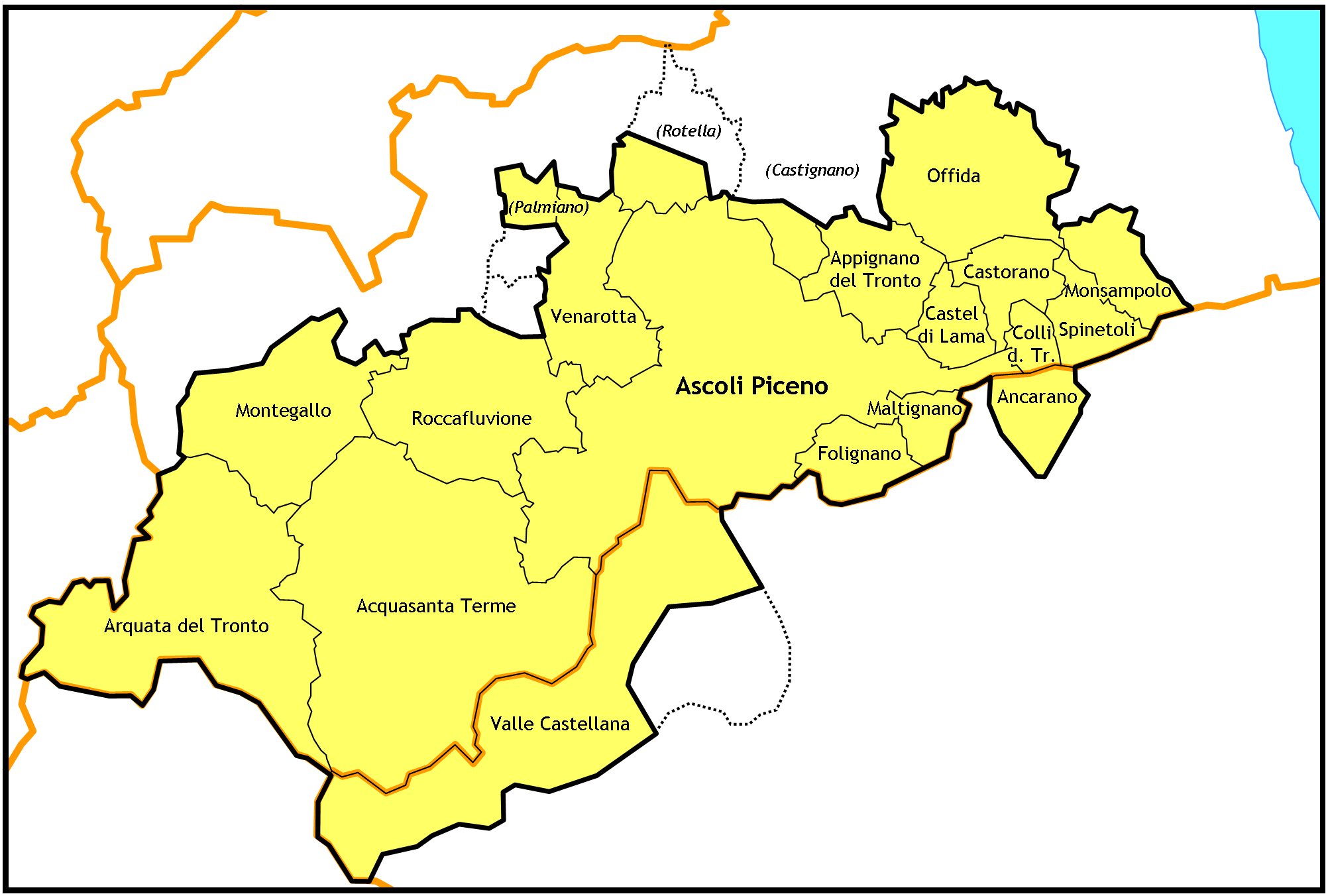
Mapa de la diòcesi d'Ascoli Piceno

La diòcesi comprèn la ciutat d'Ascoli Piceno, disset municipis de la seva província (Offida, Monsampolo del Tronto, Arquata del Tronto, Montegallo, Castignano, Acquasanta Terme, Colli del Tronto, Folignano, Venarotta, Appignano del Tronto, Maltignano, Castel de Lama, Castorano, Spinetoli, Palmiano, Rotella, Roccafluvione i la fracció de Castignano, Ripaberarda) i dos a la província de Teramo (Ancarano, Valle Castellana). El territori dels municipis de Palmiano i Roccafluvione està dividit amb l'arxidiòcesi de Fermo, el de Rotella amb la diòcesi de San Benedetto del Tronto-Ripatransone-Montalto.
La seu episcopal és la ciutat d'Ascoli Piceno, on es troba la catedral de Sant'Emidio
El territori està dividit en 70 parròquies.

## Història

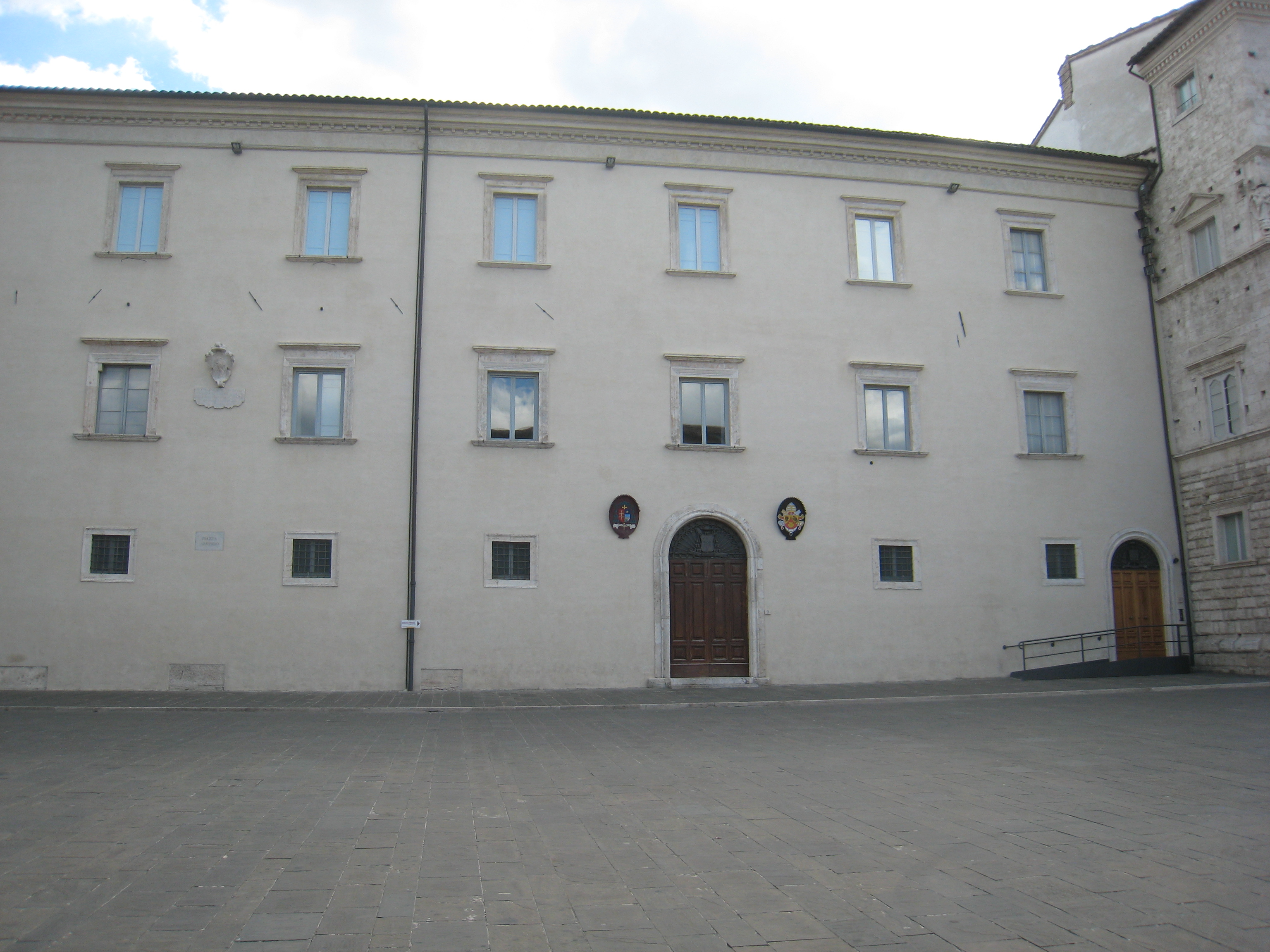
El palau episcopal

Segons la tradició, la diòcesi d'Ascoli remunta al segle iv i la seva fundació està lligada a la vida i la memòria del sant protobisbe Emidio, martiritzat durant el regnat de Dioclecià i patró de la diòcesi. Entre els primers bisbes coneguts històricament està la figura de Lucezio, que va ser legat del Papa Lleó I al concili de Calcedònia de 451.
Originalment, la diòcesi d'Ascoli estava immediatament subjecta a la Santa Seu.
Al voltant de l'any 1000 els bisbes d'Ascoli també van prendre el poder civil, i el 1150 el sacerdot bisbe va obtenir a Nuremberg el títol de Príncep d'Ascoli de l'emperador Conrad II.
Des de 1097 els bisbes eren triats pel capítol dels canonges de la catedral amb l'aprovació de la Santa Seu, però després de 1343 el dret d'elecció van passar completament a la Santa Seu.
El 15 de gener de 1458 es va establir a Ascoli el primer Mont de pietat de la història, a través de l'obra del beat Domenico da Leonessa
El Bisbe Giulio de Medici va ser posteriorment nomenat papa amb el nom de Climent VII (1523-1534).
El 1571 es va fundar el seminari bisbe. En aquest període Ascoli va perdre tota autonomia administrativa i quedà subjecte als Estats Pontificis.
El 24 de novembre de 1586 la diòcesi va donar una part del seu territori, inclosa la jurisdicció sobre l'Abadia de Santa Maria in Montesanto, en benefici de la construcció de la diòcesi de Montalto.
El 1965 va donar el territori d'Amatrice i d'Accumoli a la diòcesi de Rieti. També va adquirir la ciutat de Monsampolo del Tronto de la diòcesi de Teramo, cedint-la a canvi d'algunes parròquies del municipi de Valle Castellana.
L'11 de març de 2000 la diòcesi va perdre la seva independència secular i es convertí en part de la província eclesiàstica de l'arxidiòcesi de Fermo.
El 3 de juny de 2013, a causa de la greu condició de salut del bisbe Silvano Montevecchi, Mons. Luigi Conti, arquebisbe de Fermo, va ser nomenat administrador apostòlic sede plena.

## Cronologia episcopal
- Sant'Emidio † (302 ? - 303 o 309 mort)
- Vittore † (313)
- San Claudio ? † (344 - finals de 359)[4]
- Lucenzio † (inicis de 451 - finals de 453)
- San Quinziano ? † (486 - ?)
- Sant'Epifanio ? † (537 - ?)[5]
- Felice † (citat el 680)
- Auclere † (citat el 776)
- Giustolfo † (citat el 781)
- Ricco † (citat el 844)
- Wanderando † (citat el 853)
- Arpaldo † (citat el 874 aproximadament)
- Giovanni I † (citat el 887)
- Maurizio † (citat el 897)
- Cliel. (Guglielmo ?) † (citat el 900 aproximadament)
- Filero † (citat el 925)
- Elperino † (inicis de 942 aproximadament - finals de 968)
- Adamo † (vers 982 - finals de 986)
- Ugone † (citat el 1000)
- Emmone † (inicis de 1003 aproximadament - finals de 1035)
- Bernardo I † (finals de 1036 - finals de 1037)
- Bernardo II † (inicis de 1045 - 1069 deposat)
- Stefano † (1069 - ?)
- Giovanni II † (inicis de 1071 - finals de 1092)
- Alberico † (citat el 1104)
- Presbitero † (inicis de 1131 - finals de 1165)
- Trasmondo † (inicis de 1177 – finals d'octubre de 1179)
- Gisone † (citat el 1181)
- Rinaldo I † (inicis de 1185 - finals de 1198)
- Rinaldo II † (citat el 1208)
- Pietro I † (inicis de novembre de 1209 - 1222 mort)
- Altegruno † (inicis de 31 de maig de 1222 - 1222 o 1223 mort)
- Nicolò I † (finals de 18 de juliol de 1223 - finals de 1226)
- Pietro II † (1228 - ?)
- Marcellino Albergotti Beltrami † (1230 - 16 d'agost de 1236 nomenat bisbe d'Arezzo)
- Matteo † (1236 - 1238)
- Teodorino o Teodino † (1238 - 1259)
- Rinaldo III, O.S.B. † (12 de febrer de 1259 - vers 1285)
- Buongiovanni, O.F.M. † (13 de desembre de 1285 - finals de 1304 mort)
- Boninsegna † (9 de maig de 1312 - ? mort)
- Rinaldo IV † (25 de juny de 1317 - 1343 mort)
- Isacco Bindi, O.S.B. † (21 d'abril de 1344 - 10 de maig de 1353 nomenat bisbe de l'Aquila)
- Paolo Rainaldi † (10 de maig de 1353 - 15 de gener de 1356 nomenat bisbe de l'Aquila)
- Isacco Bindi, O.S.B. † (15 de gener de 1356 - 7 de juliol de 1358 mort) (per segon cop)
- Enrico da Sessa † (12 d'octubre de 1358 - 19 de desembre de 1362 nomenat bisbe de Brescia)
- Vitale da Bologna, O.S.M. † (19 de desembre de 1362 - 21 de juliol de 1363 nomenat bisbe de Chieti)
- Agapito Colonna † (21 de juliol de 1363 - 22 d'octubre de 1369 nomenat bisbe de Brescia)
- Giovanni Acquaviva † (22 d'octubre de 1369 - 20 de desembre de 1374 nomenat arquebisbe d'Amalfi)
- Pietro Torricella † (20 de desembre de 1374 - 1385 mort)
- Antonio Arcioni † (6 de febrer de 1387 - 10 d'octubre de 1390 nomenat bisbe d'Arezzo)
- Tommaso Pierleoni † (10 d'octubre de 1390 - 12 de juliol de 1391 nomenat bisbe de Jesi)
- Pietro IV † (1391 – finals de setembre de 1396)
- Benedetto Pasquarelli, O.E.S.A. † (6 d'abril de 1397 - 23 d'octubre de 1399 nomenat bisbe de Castellaneta)[6]
- Antonio Arcioni † (1399 - 12 de juny de 1405 renuncià) (per la seconda volta)
- Marco Leonardo Fisici † (12 de juny de 1405 - 22 de gener de 1406 nomenat bisbe de Fermo)
- Giovanni de Fermo † (22 de gener de 1406 - 20 de juny de 1412 nomenat antibisbe de Fermo)
- Nardino Dalmonte (Vanni) † (1412 - 1419 mort)
- Pietro Ferretti (Liberotti) † (11 de setembre de 1419[7] - 1422 mort)
- Paolo Alberti, O.F.M. † (19 d'octubre de 1422 - vers 1438 mort)
- Pietro Sforza, O.F.M. † (20 de juny de 1438 - ?)
- Valentino da Narni † (28 de gener de 1442 - 1447 mort)
- Angelo Capranica † (5 de maig de 1447 - 25 de setembre de 1450 nomenat bisbe de Rieti)
- Francesco Monaldeschi † (25 de setembre de 1450 - 1461 mort)
- Pietro Della Valle † (24 d'abril de 1461 - 12 de novembre de 1463 mort)
- Prospero Caffarelli † (11 de desembre de 1463 - 14 de febrer de 1500 mort)
  - Giuliano Cesarini † (14 de febrer de 1500 - 1 de maig de 1510 mort) (administrador apostòlic)
- Lorenzo Fieschi † (24 de maig de 1510 - 15 d'octubre de 1512 nomenat bisbe de Mondovì)
- Girolamo Ghinucci † (16 d'octubre de 1512 - 30 de juliol de 1518 renuncià)
  - Giulio Medici † (30 de juliol de 1518 - 3 de setembre de 1518 renuncià, després elegit papa amb el nom de Climent VII) (administrador apostòlic)
- Filos Roverella † (3 de setembre de 1518 - 1552 mort)
- Lattanzio Roverella † (26 de setembre de 1552 - 1566 mort)
- Pietro Camaiani † (7 d'octubre de 1566 - 27 de juliol de 1579 mort)
- Nicolò Aragona † (3 d'agost de 1579 - juliol de 1586 mort)
- Girolamo Bernerio, O.P. † (22 d'agost de 1586 - 7 de gener de 1605 renuncià)
- Sigismondo Donati † (7 de gener de 1605 - 19 de novembre de 1641 mort)
- Giulio Gabrielli † (10 de febrer de 1642 - 30 de gener de 1668 nomenat cardenal bisbe de Sabina)
  - Giulio Gabrielli † (30 de gener de 1668 - 12 de març de 1668 nomenat administrador apostòlic de Rieti) (administrador apostòlic)
- Filippo Monti † (2 de juny de 1670 - 24 de desembre de 1680 mort)
  - Sede vacante (1680-1685)
- Giuseppe Fadulfi † (15 de gener de 1685 - 6 de febrer de 1699 mort)
- Giovanni Giuseppe Bonaventura † (5 d'octubre de 1699 - desembre de 1709 mort)
- Giovanni Gambi † (10 de març de 1710 - maig de 1726 mort)
- Gregorio Lauri † (31 de juliol de 1726 - 3 de març de 1728 renuncià)
- Tomaso Marana, O.S.B.Oliv. † (8 de març de 1728 - 7 de febrer de 1755 mort)
- Pietro Paolo Leonardi † (17 de març de 1755 - 21 o 23 de juny de 1792 mort)
  - Sede vacante (1792-1795)
- Giovanni Andrea Archetti † (1 de juny de 1795 - 2 d'abril de 1800 nomenat cardenal bisbe de Sabina)
  - Giovanni Andrea Archetti † (2 d'abril de 1800 - 5 de novembre de 1805 mort) (administrador apostòlic)
- Giovanni Francesco Capelletti † (26 d'agost de 1806 - 9 de desembre de 1831 mort)
- Gregorio Zelli, O.S.B. † (2 de juliol de 1832 - 28 de febrer de 1855 mort)
- Carlo Belgrado † (28 de setembre de 1855 - 25 de gener de 1860 renuncià)
- Elia Antonio Alberini, O.C.D. † (23 de març de 1860 - 8 de maig de 1876 mort)
- Amilcare Malagola † (26 de juny de 1876 - 21 de setembre de 1877 nomenat arquebisbe de Fermo)
- Ortolani Bartolomeo † (21 de setembre de 1877 - 1908 renuncià)
- Pacifico Fiorani † (25 de juliol de 1908 - 10 de març de 1910 nomenat bisbe de Tarquinia e Civitavecchia)
- Apollonio de maig de † (13 de maig de 1910 - 22 d'octubre de 1927 mort)
- Ludovico Cattaneo † (6 de juliol de 1928 - 10 de juliol de 1936 mort)
- Ambrogio Squintani † (21 de setembre de 1936 - 17 de desembre de 1956 renuncià)
- Marcello Morgante † (16 de febrer de 1957 - 13 d'abril de 1991 retirat)
- Pier Luigi Mazzoni † (13 d'abril de 1991 - 12 de febrer de 1997 nomenat arquebisbe de Gaeta)
- Silvano Montevecchi † (30 d'agost de 1997 - 27 de setembre de 2013 mort)
- Giovanni D'Ercole, F.D.P., (12 d'abril de 2014 - 29 d'octubre de 2020 renuncià)
- Gianpiero Palmieri, des del 29 d'octubre de 2021

## Estadístiques
A finals del 2012, la diòcesi tenia 106.512 batejats sobre una població de 107.503 persones, equivalent al 99,1% del total.
| any  | població | població | població | sacerdots | sacerdots       | sacerdots       | sacerdots             | diaques | religiosos | religiosos | parroquies |
| ---- | -------- | -------- | -------- | --------- | --------------- | --------------- | --------------------- | ------- | ---------- | ---------- | ---------- |
| any  | batejats | total    | %        | total     | clergat secular | clergat regular | batejats por sacerdot | diaques | homes      | dones      |            |
| 1905 | ?        | 120.210  | ?        | 221       | 206             | 15              | ?                     |         | ?          | 126        | 167        |
| 1950 | 139.000  | 140.000  | 99,3     | 228       | 181             | 47              | 609                   |         | 19         | 320        | 170        |
| 1959 | 124.000  | 124.000  | 100,0    | 221       | 177             | 44              | 561                   |         | 43         | 330        | 172        |
| 1970 | 103.103  | 103.233  | 99,9     | 192       | 153             | 39              | 536                   |         | 43         | 250        | 146        |
| 1980 | 103.000  | 105.340  | 97,8     | 167       | 133             | 34              | 616                   |         | 37         | 214        | 148        |
| 1990 | 103.000  | 104.814  | 98,3     | 145       | 109             | 36              | 710                   |         | 37         | 174        | 70         |
| 1999 | 106.772  | 106.896  | 99,9     | 127       | 99              | 28              | 840                   |         | 30         | 146        | 70         |
| 2000 | 106.777  | 106.952  | 99,8     | 125       | 98              | 27              | 854                   | 1       | 29         | 144        | 70         |
| 2001 | 106.960  | 107.156  | 99,8     | 121       | 97              | 24              | 883                   | 3       | 25         | 145        | 70         |
| 2002 | 107.116  | 107.376  | 99,8     | 122       | 96              | 26              | 878                   | 4       | 28         | 143        | 70         |
| 2003 | 107.160  | 107.434  | 99,7     | 122       | 97              | 25              | 878                   | 5       | 27         | 146        | 70         |
| 2004 | 107.196  | 107.486  | 99,7     | 116       | 92              | 24              | 924                   | 5       | 26         | 144        | 70         |
| 2006 | 107.096  | 107.433  | 99,7     | 114       | 90              | 24              | 939                   | 4       | 26         | 138        | 70         |
| 2012 | 106.512  | 107.503  | 99,1     | 111       | 84              | 27              | 959                   | 7       | 29         | 122        | 70         |